# Ute Baum (Literaturwissenschaftlerin)
Ute Baum (* 1937 in Dresden; † 5. Mai 2024 ebenda) war eine deutsche Literaturwissenschaftlerin, Übersetzerin und Dramaturgin.

## Leben
Nach ihrem Studium der Germanistik an der Universität Leipzig war sie Assistentin bei Professor Hans Mayer. Sie promovierte 1971 über Bertolt Brechts Verhältnis zu Shakespeare. Sie war tätig als Dramaturgin an verschiedenen Theatern, ab 1973 am Staatsschauspiel Dresden. Von ihr stammen zahlreiche Übersetzungen, vor allem Dramen aus dem Russischen.